# جالسیی
جالسیی (به انگلیسی: Jalsai) یک منطقهٔ مسکونی در پاکستان است که در خیبر پختونخوا واقع شده‌است.